# JUST ONE MORE KISS
「JUST ONE MORE KISS」（ジャスト・ワン・モア・キス）は、日本のロックバンドであるBUCK-TICKの楽曲。
1988年10月26日にビクター音楽産業のInvitationレーベルから1枚目のシングルとしてリリースされた。作詞は桜井敦司、作曲は今井寿が担当し、BUCK-TICKによるセルフ・プロデュースとなっている。
メジャーデビュー2年目となり、すでに3枚のアルバムをリリースしていたBUCK-TICKによる初のシングル曲であり、4枚目のアルバム『TABOO』（1989年）からの先行シングルとなった。メンバーが出演した日本ビクターのCDラジオカセットレコーダー「CDian」のコマーシャルソングとして使用され、当初よりタイアップが決定していたが今井は意識せずに制作したと述べ、櫻井は「甘く切ない世界」をイメージして作詞したと述べている。
本作はオリコンチャートにて最高位6位となり、バンドとして初のヒット曲となったほかに本作にて第30回日本レコード大賞にて新人賞を獲得した。

## 録音、制作
メジャー・デビュー後にアルバムを3枚リリースしていたBUCK-TICKであったが、シングル制作は本作が初となった。作曲を手掛けた今井寿はシングル曲であることを特に意識せず制作したと述べたほか、「BUCK-TICKっぽい曲にしたい」という考えで制作を行ったとも述べている。また、メロディーに関しても売れることやキャッチーさなどは全く考えずに制作したと述べており、ヤガミトールはBUCK-TICKの特徴的な要素を排除してまで売れる楽曲を作る必要性がないと当時述べていた。その他、今井は「バンドっぽさを出したい」というテーマを念頭に本作を3日間で制作したとも述べている。
本作の前にリリースされた3枚目のアルバム『SEVENTH HEAVEN』（1988年）がLPチャートにて1位を獲得したことに関して、作詞を手掛けた櫻井敦司は「ちゃんとしたものを作らなければっていう意識は前よりも強くなったかもしれない」と述べている。また歌詞に関して櫻井は、当初イメージしたのは「甘く切ない世界」であったが一度制作した歌詞が気に入らず、没にして新しく書き直しをしている。1日ないしは2日掛けて歌詞を書き直し、改めてレコーディングの仮歌として歌唱した時に、ノートに書いた状態とは異なりメロディーに乗せたことで「甘く切ない世界」が広がったと感じ、大変気に入ったとともに思わず涙が出たとも述べている。櫻井はそれまで歌入れの際に涙が込み上げたことはあったものの、実際に涙が出たのは本作が初めてであったという。櫻井は自身で手掛けた歌詞であるにも拘わらず「自分で書いた詞じゃないみたいなんです、不思議と」とも述べている。

## 音楽性と歌詞
ヤガミは自著『ヤガミ・トール自伝「1977」』において本作が当初からCMソングとしてタイアップおよびシングルとしてのリリースが決定していたと述べており、レコード会社側からシングル用の曲を制作するように依頼されていたことを明かしている。ヤガミは同著にてシングルとして依頼されたもののそう簡単には制作できるものではないと主張した上で、今井が本作を制作したことに関して「この時かな、俺が初めて今井の才能を感じたのは。すげぇな、こいつって」と述べている。他のメンバーは「シングル曲としては地味なのでは」と思っていたそうであるが、桜井の歌詞と歌が乗った時点で「大化けした」との感想を持ったという。櫻井は本作の歌詞について「退廃的なラブソング」であると述べており、今井とは逆にシングルであることを意識して、キャッチーで耳に残る単語やフレーズを多く取り入れるようにしたという。
櫻井は「トキメキは帰らない」という歌詞に関して、2人の男女が当初知り合った時の感情を長く交際している内に忘れてしまうことが切ないと感じたことから書いたと述べ、「イメージと現実の世界のかけらをひとつのシーンにまとめたのがこの詞なんです」とも述べている。また、「JUST ONE MORE KISS」というタイトルは今井が制作したフレーズを聴いてすぐに思いついた言葉であると櫻井は述べている。
4枚目のアルバム『TABOO』（1989年）において、本来は最終曲は「TABOO」となる予定であったが、櫻井が「あの曲が最後だと死んじゃうよ。苦しいよ」と反対したために本作が最終曲として収録されることとなった。また、櫻井は本作を「とてもいい曲」とした上で最後にプレゼントとして収録したとも述べたほか、1988年のBUCK-TICKの軌跡を標した1曲であるとも述べている。

## リリース、プロモーション
1988年10月26日にビクター音楽産業のInvitationレーベルから7インチレコードおよび8センチCD、カセットテープの3形態でリリースされた。カップリング曲「TO SEARCH」はインディーズレーベルにてリリースされた1枚目のシングル曲を再レコーディングしており、アレンジは当時のライブバージョンが元になっている。
また、1988年11月4日放送のテレビ朝日系音楽番組『ミュージックステーション』（1986年 - ）に初出演したBUCK-TICKは本作を演奏した。

## ミュージック・ビデオ、メディアでの使用
本作は日本ビクターのCDラジオカセットレコーダー「CDian」コマーシャルソングとして使用され、BUCK-TICKメンバーもCMに出演し、「重低音がバクチクする」というキャッチコピーが使用された。また本作はミュージック・ビデオも制作されており、当時レコーディングおよびライブ、取材などで多忙となっていたメンバーは3か月間1日も休日を与えてられておらず、今井はミュージック・ビデオの撮影時にもビデオ撮影ではなく雑誌の取材であると思い込んでおり、「何でこんなに動かなきゃいけないんだ? ああ、これPVか?」と時間が経ってからようやく気付いたと述べている。
テレビ番組においては、フジテレビ系バラエティ番組『花王名人劇場』（1979年 - 1990年）の1989年12月放送分において前川清を除いた時期の内山田洋とクール・ファイブが本作のミュージック・ビデオのものまねを行った。その他、日本テレビ系バラエティ番組『絶対に笑ってはいけない熱血教師24時』（2012年）において、バナナマンの日村勇紀およびEvery Little Thingの伊藤一朗が扮するヴィジュアル系バンド登場シーンにおいて本作が使用された。

## チャート成績、受賞
本作はオリコンチャートにおいて最高位6位で売り上げ枚数は14.7万枚となった。また、本作のヒットによってBUCK-TICKは第30回日本レコード大賞において新人賞を獲得した。

## カバー、別バージョン
シングルバージョンはアルバムバージョンよりも早くフェードアウトして終わる。BUCK-TICK自身によるセルフカバー・アルバム『殺シノ調べ This is NOT Greatest Hits』（1992年）において、リアレンジ・バージョンが収録された。
他アーティストによるカバーは以下に列挙する。
- 清春 - トリビュート・アルバム『PARADE〜RESPECTIVE TRACKS OF BUCK-TICK〜』（2005年）収録[8]。
- N.O.-SYO feat. SIN - アルバム『俺歌～Around30 J-Rock Non-Stop Cover～』（2009年）収録。
- Earth Project - アルバム『JAPAN HITSONG NONSTOP EUROBEAT JROCK』（2011年）収録。
- Gantz - アルバム『V-ROCK Symphony』（2011年）収録。
- CIRCUIT A - アルバム『電脳トランス 回路A JROCK』（2012年）収録。
- BREAKERZ - トリビュート・アルバム『PARADE II 〜RESPECTIVE TRACKS OF BUCK-TICK〜』（2012年）収録[9][10]。
- 藤巻亮太 - 『PARADE III 〜RESPECTIVE TRACKS OF BUCK-TICK〜』（2020年）収録[11][12][13]。

## シングル収録曲
| #         | タイトル               | 作詞      | 作曲      | 編曲              | 時間 |
| --------- | ---------------------- | --------- | --------- | ----------------- | ---- |
| 1.        | 「JUST ONE MORE KISS」 | 桜井敦司  | 今井寿    | BUCK-TICK、中山努 | 4:22 |
| 2.        | 「TO SEARCH」          | 今井寿    | 今井寿    | BUCK-TICK         | 4:59 |
| 合計時間: | 合計時間:              | 合計時間: | 合計時間: | 合計時間:         | 9:21 |

## スタッフ・クレジット

### BUCK-TICK
- Atsushi - ボーカル
- Hisashi - エレクトリック・ギター
- Hide - エレクトリック & アコースティック・ギター
- Ū-Ta - ベース
- Toll - ドラムス

### 参加ミュージシャン
- 中山努 - キーボード

### スタッフ
- BUCK-TICK - プロデュース

## リリース履歴
| No. | 日付           | レーベル             | 規格                         | 規格品番                                     | 最高順位 | 備考 |
| --- | -------------- | -------------------- | ---------------------------- | -------------------------------------------- | -------- | ---- |
| 1   | 1988年10月26日 | ビクター／Invitation | 7インチレコード 8センチCD CT | VIHX-1755 (7") VDRS-1089 (CD) VST-10436 (CT) | 6位      |      |

## 収録アルバム
「JUST ONE MORE KISS」
- 『TABOO』（1989年）
- 『殺シノ調べ This is NOT Greatest Hits』（1992年） - 再録バージョン。
- 『CATALOGUE 1987-1995』（1995年）
- 『BT』（1999年）
- 『CATALOGUE 2005』（2005年）
- 『CATALOGUE VICTOR→MERCURY 87-99』（2012年）

「TO SEARCH」
- 『BT』（1999年）
- 『TABOO』（2002年） - リマスター初回盤のみ収録